# Bastin Verweij
Bastin Verweij (Utrecht, 17 november 1983) is een oud-voetballer van TOP Oss, waarvoor hij twee seizoenen uitkwam. Na zeven seizoenen bij hoofdklasser USV Elinkwijk in Utrecht, keerde hij terug bij V.V. De Meern.

## Carrière
| Seizoen        | Club            | Land      | Competitie     | Wed. | Goals |
| -------------- | --------------- | --------- | -------------- | ---- | ----- |
| 2002/03        | TOP Oss         |           | Eerste divisie | 2    | 0     |
| 2003/04        | TOP Oss         | Nederland | Eerste divisie | 8    | 1     |
| Totaal         | Totaal          | Totaal    | Totaal         | 10   | 1     |
| Bijgewerkt tot | 6 augustus 2009 |           |                |      |       |